# 2021年航天活动列表
本表记录了2021年发生的所有重大航天事件。2021年世界航天发射次数达146次（成功135次），打破了1967年139次的年度发射次数纪录，也是自2018年起连续第4年发射次数超过100次。

## 概览

### 行星探索
2021年2月9日，阿联酋希望号火星探测器进入火星轨道；2月10日，中国天问一号探测器进入火星轨道；2月18日，美国毅力号火星探测器于火星耶泽罗撞击坑着陆。5月14日，中国天问一号探测器搭载祝融号火星车在火星乌托邦平原成功着陆。
2021年10月16日，美国发射了露西号探测器，这也是人类首次发射探索木星轨道特洛伊小行星群的航天器。

### 载人航天
2021年4月29日，中国发射了天宫空间站的核心舱天和号，随后在6月和10月分别发射了神舟十二号、神舟十三号两个乘组，在5月和9月分别发射了天舟二号、天舟三号两个货运飞船。
在2021年，国际空间站执行了联盟MS-18、SpaceX载人2号、联盟MS-19、SpaceX载人3号、联盟MS-20五次载人航天任务。其中，联盟MS-19还运送了俄罗斯导演克里姆·斯彭科与女演员尤利娅·别列希尔德至国际空间站拍摄电影《挑战》，这也是国际空间站首次有专业演员拍摄电影。在8月8日的2020年夏季奥林匹克运动会闭幕式的巴黎八分钟上，法国宇航员托马斯·佩斯凯在国际空间站用萨克斯管演奏了法国国歌的部分段落。国际空间站于7月26日脱离了已使用20年的码头号对接舱，并于7月29日与新发射的科学号实验舱对接，新的节点舱码头号于11月24日与国际空间站对接。
2021年9月15日，美国SpaceX公司通过猎鹰9号运载火箭发射了灵感4号，该飞船到达的585千米高度，也是自双子座计划和阿波罗计划以来载人飞行之最。

### 亚轨道载人航天
2021年7月11日，维珍银河公司通过太空船2号级维珍银河团结号，执行了该公司的首次亚轨道载人飞行。
2021年7月20日，美国蓝色起源公司通过新雪帕德火箭发射了该公司的首次载人飞行。蓝色起源在10月13日完成了第二次载人发射，该次发射还搭载了澳大利亚的首名太空旅客克里斯·博斯赫伊曾。两次飞行虽然均越过了卡门线，到达了107千米的高空，但仍常被视为亚轨道太空飞行。

### 运载火箭创新
在2021年首飞的运载火箭有美国萤火虫太空公司的萤火虫阿尔法和韩国的世界号运载火箭。
美国维珍轨道公司的空基运载火箭发射者一号在于2021年1月17日的第二次发射中获得成功。美国阿斯特拉太空公司的Rocket3运载火箭在经历数次发射失败后，在于2021年11月20日的第四次入轨尝试中终于成功。这两家公司也分别成为第五个、第六个成功实现火箭入轨发射的民营航天企业。

### 其他
在2021年，巴拉圭、缅甸、摩尔多瓦、突尼斯、科威特均借助他国运载火箭实现了自己的首颗人造卫星发射。

## 轨道发射
| ← 一月 • 二月 • 三月 • 四月 • 五月 • 六月 • 七月 • 八月 • 九月 • 十月 • 十一月 • 十二月 → |

| ← 一月 • 二月 • 三月 • 四月 • 五月 • 六月 • 七月 • 八月 • 九月 • 十月 • 十一月 • 十二月 → |

| ← 一月 • 二月 • 三月 • 四月 • 五月 • 六月 • 七月 • 八月 • 九月 • 十月 • 十一月 • 十二月 → |

| ← 一月 • 二月 • 三月 • 四月 • 五月 • 六月 • 七月 • 八月 • 九月 • 十月 • 十一月 • 十二月 → |

| ← 一月 • 二月 • 三月 • 四月 • 五月 • 六月 • 七月 • 八月 • 九月 • 十月 • 十一月 • 十二月 → |

| ← 一月 • 二月 • 三月 • 四月 • 五月 • 六月 • 七月 • 八月 • 九月 • 十月 • 十一月 • 十二月 → |

| ← 一月 • 二月 • 三月 • 四月 • 五月 • 六月 • 七月 • 八月 • 九月 • 十月 • 十一月 • 十二月 → |

| ← 一月 • 二月 • 三月 • 四月 • 五月 • 六月 • 七月 • 八月 • 九月 • 十月 • 十一月 • 十二月 → |

| ← 一月 • 二月 • 三月 • 四月 • 五月 • 六月 • 七月 • 八月 • 九月 • 十月 • 十一月 • 十二月 → |

| ← 一月 • 二月 • 三月 • 四月 • 五月 • 六月 • 七月 • 八月 • 九月 • 十月 • 十一月 • 十二月 → |

| ← 一月 • 二月 • 三月 • 四月 • 五月 • 六月 • 七月 • 八月 • 九月 • 十月 • 十一月 • 十二月 → |

| ← 一月 • 二月 • 三月 • 四月 • 五月 • 六月 • 七月 • 八月 • 九月 • 十月 • 十一月 • 十二月 → |

## 发射统计

### 按国家（区域）
- 美国: 51
- 中国: 55
- 俄罗斯: 25
- 欧盟: 6
- 伊朗: 2
- 印度: 2
- 韩国: 1
- 日本: 3

| 国家（区域） | 国家（区域） | 发射数 | 成功数 | 失败数 | 部分失败数 | 备注                                 |
| ------------ | ------------ | ------ | ------ | ------ | ---------- | ------------------------------------ |
|              | 中国         | 55     | 52     | 3      | 0          |                                      |
|              | 美国         | 51     | 48     | 3      | 0          | 含在新西兰马希亚的电子号火箭的发射。 |
|              | 歐洲         | 6      | 6      | 0      | 0          |                                      |
|              | 印度         | 2      | 1      | 1      | 0          |                                      |
|              | 伊朗         | 2      | 0      | 2      | 0          |                                      |
|              | 日本         | 3      | 3      | 0      | 0          |                                      |
|              | 俄羅斯       | 25     | 24     | 0      | 1          | 含在圭亚那的发射。                   |
|              |              | 1      | 0      | 1      | 0          |                                      |
| 总计         | 总计         | 145    | 134    | 10     | 1          |                                      |

### 按火箭
- 安塔瑞斯230+
- 阿丽亚娜-5
- 德尔塔-5
- 电子号
- 猎鹰9号（首次）
- 猎鹰9号（重复）
- 猎鹰重型
- H-IIA
- H-IIB
- 快舟一号甲
- 快舟十一号
- 长征二号
- 长征三号
- 长征四号
- 长征五号
- 长征六号
- 长征七号
- 长征八号
- 长征十一号
- 联盟-2 (俄罗斯)
- 联盟-ST (欧洲)
- PSLV
- GSLV Mk II
- GSLV Mk III
- SSLV
- 质子M型
- 织女星
- 其他

### 按发射场
- 酒泉
- 太原
- 文昌
- 西昌
- 圭亚那
- 萨迪什·达万
- 塞姆南
- 沙赫鲁德
- 种子岛
- 内之浦
- 拜科努尔
- 玛希亚
- 普列谢茨克
- 东方
- 罗老
- 卡纳维拉尔角
- 肯尼迪
- 中大西洋区
- 莫哈韦
- 科迪亚克
- 范登堡

### 按轨道
- 跨大气层
- 近地轨道
- 近地轨道（国际空间站）
- 近地轨道（中国空间站）
- 太阳同步轨道
- 近地轨道（逆行）
- 中地球轨道
- 闪电轨道
- 地球同步轨道
- 地球倾斜同步轨道
- 高地球轨道
- 月球转移轨道
- 日心轨道